# غوردون فانس
غوردون فانس (بالإنجليزية: Gordon Vance)‏ هو سياسي أمريكي، ولد في 17 ديسمبر 1951. نشط حزبياً في الحزب الجمهوري. وقد انتخب عضو مجلس نواب مونتانا.